# Ostrova Malye Skalistye
Die Ostrova Malye Skalistye (englische Transkription von russisch Острова Малые Скалистые Ostrowa Malyje Skalistyje, deutsch ‚Kleine-Felsen-Inseln‘) sind eine Inselgruppe vor der Ingrid-Christensen-Küste des ostantarktischen Prinzessin-Elisabeth-Lands. Sie liegen südwestlich des Ranvikbreen in der Prydz Bay.
Russische Wissenschaftler benannten sie deskriptiv.